# Операція Лінда Нчі
Операція Лінда Нчі (в перекладі з суахілі — «Захисти країну») — контртерористична операція збройних сил Кенії для гарантування безпеки в Північно-східній провінції Кенії і звільнення сусідніх провінцій Сомалі від радикальних ісламістів з угрупування Аль-Шабааб.

## Сили сторін

### Кенія і союзники
В операції брали участь як війська Кенії, так і війська Перехідного уряду Сомалі, миротворці Африканського союзу, Збройні сили Ефіопії а також підтримуючі їх флоти Франції та США. Також в операції беруть участь безпілотні літальні апарати США.

#### Кенія
- 1-й піхотний батальйон
- 78-ий танковий батальйон
- Сімдесят сьомий артилерійський дивізіон
- Шістдесят п'ятий батальйон польової артилерії
- Вертольоти MD-500 зі складу 50-го аеромобільного батальйону
- Ескадрилья літаків F-5
- Сторожові кораблі і патрульні катери з ВМБ Мтонгве (Момбаса) і Манда (архіпелаг Ламу).

#### США
- Ударні безпілотні літальні апарати ВПС США MQ-9 Reaper
- ВМС США

#### Франція
- ВМС Франції

#### Сомалі
- 4-5 тисяч ополченців Перехідного Федерального Уряду, Азанії.

## Хід операції

### Початок операції
Формальним приводом для вторгнення кенійських військ на територію Сомалі стало викрадення іноземних працівників з таборів сомалійських біженців на території Кенії, а також активізувалася підривна діяльність бойовиків з угрупування Аль-Шабааб. Перед початком операції на кордоні з Сомалі було створено об'єднане угруповання сухопутних, повітряних і військово-морських сил Кенії, що включала до 4-х тисяч вояків. Оперативне управління здійснювалося з міста Гарісса, де був розгорнутий командний пункт об'єднаного угруповання.
16 жовтня велике угруповання кенійських військ за підтримки авіації і артилерії перетнуло кордон Сомалі. Представники кенійського уряду стверджували, що вторгнення здійснюється з метою переслідування бойовиків Аль-Шабааб. Під час перекидання військ до кордону впав кенійський військовий вертоліт. Даних про постраждалих немає.
17 жовтня Аль-Шабааб зажадав, щоб Кенія вивела війська.
27 жовтня Аль-Шабааб оголосив Кенії війну.
28 жовтня було повідомлено, що для операцій в Сомалі США почали запускати з летовища в місті Арба-Минч в Ефіопії безпілотники MQ-9 Reaper, оснащені ракетами і бомбами з супутниковим наведенням. Проте, за іншими відомостями, ці безпілотники не озброєні і використовувалися лише для розвідки, а зібрана інформація передається кенійським військовим.
30 жовтня ВПС Кенії завдали ударів по місту Джиліб в Сомалі. Місцевий старійшина повідомив Reuters, що жертвами бомбардувань стали 12 осіб, у тому числі шість дітей, 52 людини отримали поранення.
19 листопада армія Ефіопії увійшла в Сомалі. За словами місцевих мешканців, колона ефіопської бронетехніки просунулася углиб території Сомалі приблизно на 80 кілометрів. Всього кордон перетнули близько 30 бронемашин і військових вантажівок, а також деяка кількість вояків. Очевидці повідомили, що військові розбили табір неподалік від населеного пункту Гуріел. Офіційний прес-секретар уряду Ефіопії не підтвердив, але і не спростував факт перетину кордону. У той же час, анонімне джерело в керівних колах країни повідомив, що, ймовірно, ефіопські війська будуть надавати підтримку Кенії в операції проти угруповання «Аль-Шабааб», контролюючої значну частину Сомалі.
Таким чином, до кінця листопаду для Аль Шабааб склалася вельми складна військово-політична ситуація: ісламістам довелося воювати відразу на три фронти. Проти військ Кенії з півдня, Ефіопії із заходу і військ Федерального Перехідного уряду Сомалі і AMISOM зі сходу. Єдиною перевагою повстанців було те, що операції військ Кенії та Ефіопії не були узгоджені між собою і проводилися незалежно один від одного.

## Бойові дії
До 10 листопада 2011 кенійські війська вийшли на межу, в 120—130 км від кордону Сомалі і Кенії. До цього часу, за даними кенійських військових, бойовики змінили тактику ведення бойових дій. Основними прийомами ісламістів стали організація засідок і масоване використання саморобних вибухових пристроїв. Бойовики діяли маленькими мобільними групами по 5-6 чоловік і після нападу із засідки швидко виходили з безпосереднього зіткнення з кенійськими військами.
20 листопада Аль-Шабааб заявив, що знищив кенійський корабель. Влада Кенії спростували це твердження.

### Наступ союзників у південному і центральному Сомалі
31 грудня війська Ефіопії чисельністю близько 3000 чоловік за підтримки урядової армії Сомалі відбили місто Беледвейне, адміністративний центр провінції Хіран в ісламістів. Місто було атаковано рано вранці, і захоплений після декількох годин бойових дій. В ході бою загинуло близько 20 людей. Керівництво Аль Шабааб підтвердило факт здачі міста, загони ісламістів покинули Беледвейне, щоб уникнути оточення.
7 січня 2012 в результаті авіанальоту кенійських ВВС на півдні Сомалі було вбито близько 50 ісламістів, ще близько 60 було поранено, а також знищено 9 «технічок». У той же час кенійські військові захопили кілька сіл в провінції Гедо.
22 лютого збройні сили Ефіопії захопили місто Байдабо, третє за величиною місто Сомалі. До цього Байдабо тривалий час перебував у руках ісламістів. За інформацією військових, населений пункт був узятий без бою, бойовики покинули його до прибуття ефіопів. Проте, згодом повстанці спробували оточити місто. Мінометні атаки на гарнізон міста і терористичні атаки тривали.
2 березня Збройні сили Сомалі за сприянням миротворчих сил Африканського союзу захопили базу бойовиків Аш-Шабааб, розташовану біля столиці країни, проголосила телерадіокомпанія Бі-бі-сі з посиланням на місцеву владу. База бойовиків Масла (Maslah), яка розташовувалася в п'яти кілометрах від Могадішо, була захоплена в ході військової операції, розпочатої на світанку в п'ятницю
26 березня війська Ефіопії за підтримки проурядових загонів сомалійців з угруповання Ахлюс-Сунна-уаль-Джама'а захопили одну з ключових баз Аль Шабааб в центральному Сомалі — місто Ель Бур. Повідомлялося, що ісламісти покинули місто до прибуття колони ефіопської бронетехніки і сомалійського ополчення
В результаті, до квітня 2012 року Аль-Шабааб втратив низку ключових баз і міст в центральному та південному Сомалі під натиском урядових військ, а також Ефіопії і Кенії, при активній підтримці США. Варто зазначити провідну роль в операції армії Ефіопії, яка завдала найсерйознішої поразки ісламістам. Армія Кенії, в той же час, за перші 100 днів операції не захопила жодного великого міста на півдні Сомалі, обмежившись лише боротьбою з партизанами і авіанальотами на позиції Аш Шабааб. Найпівденніший порт Сомалі Кісмайо і низку інших міст на півдні країни що раніше були в руках ісламістів.

### Боротьба за центральні райони Сомалі
До квітня 2012 року, за оцінкою Національної служби безпеки Сомалі, в результаті втрат у боях і через хвороби чисельність бійців Аль-Шабааб знизилася до 6000-8000 вояків, включаючи іноземних бійців. Більше 700 ісламістів було захоплено урядовими військами за попередні два місяці. В результаті, ісламісти змушені були активно зайнятися вербуванням молоді для поповнення втрат. Через неможливість протистояти переважаючим силам супротивника на відразу декількох фронтах, Аль-Шабааб почав перегрупування сил
Аль-Шабааб як і колись зберігав активність в провінціях Нижня і Верхня Джуба. Раніше ісламісти мали підтримку місцевих кланів і отримували значну частину своїх доходів від зборів податків у цих областях, а також за рахунок контролю місцевої торгівлі і сільського господарства. Ісламісти як і раніше контролювали багато місцевих летовищ, а також порти, через які вони отримували зброю і боєприпаси, але через активні дії кенійської авіації та безпілотників США отримування амуніції через ці канали ставало все складніше
У квітні 2012 року президент Пунтленду Абдірахман Фарол заявив, що повстанці з Аш Шабааб, після втрати низки ключових цитаделей на півдні країни, перемістилися на північ Сомалі. Президент сказав, що вони збираються на терені Пунтленду в горах Гілгалу і на хребті Голіс, на кордоні Пунтленда з Сомалілендом. «Ми вважаємо, що ці озброєні люди і їхні лідери є загрозою для безпеки нашого регіону» — заявив Фарол, додавши, що готовий послати свої сили для боротьби з ними. Поява бойовиків Аш Шабааб на півночі Сомалі свідчило про значне перегрупування сил, розпочатої ісламістами в зв'язку з низкою поразок на півдні країни. За однією з версій, ісламісти створюють бази на півночі Сомалі для того, щоб зміцнити зв'язки з Аль-Каїдою, чиї бази знаходяться в Ємені і відокремлені від Пунтленду лише невеликою акваторією Аденської затоки.
14 квітня бойовики з Аш Шабааб обстріляли аеропорт, будівлю адміністрації та лікарню в місті Байдабо з мінометів. Незабаром після заходу сонця бійці з Аль Шабааб почали точкову стрілянину по міжнародному аеропорту та будівлі адміністрації міста. Проурядові війська, ефіопські загони і солдати з AMISOM відкрили у відповідь мінометний вогонь по позиціях бойовиків.
21 травня урядові війська та загони AMISOM почали операцію під кодовою назвою «Звільни Шебел» з метою звільнити місто Афгойє, яке було місцем зосередження найбільшої кількості біженців на Землі. Місто також було найбільшою базою угруповання Аш-Шабааб в околицях столиці. В ході операції, 25 травня урядовим військам і миротворцям вдалося захопити Афгойє, що знаходиться за 30 кілометрів від Могадішо і перетнути річку Уебі-Шабелле. Це перемога проурядових сил була особливо значущою, оскільки місто має важливе стратегічне значення і знаходиться на перетині шляхів, що ведуть в порт Марка і місто Байдабо.

## Облога Кісмайо
29 травня флот Кенії обстріляв головну цитадель угруповання Аш-Шабааб портове місто Кісмайо. Кенія заявила, що обстріл був проведений у відповідь на стрілянину бойовиків по патрульних катерах з берега. Місцеві джерела повідомляють, що в результаті обстрілу в місті була вбита жінка і її маленький син
30 травня представники угруповання Аш-Шабааб влаштували замах на президента Сомалі Шаріфа Ахмеда. Замах було скоєно на дорозі з Могадішо в місто Афгой', куди президент здійснював інспекційну поїздку. В результаті інциденту президент не постраждав, було легко поранено двоє його охоронців.
31 травня сили Африканського союзу, що складаються з військ Кенії, захопили місто Афмадоу, важливу базу ісламістів і друге за величиною місто на півдні Сомалі. Повідомлялось, що бойовики з Аш-Шабааб завчасно покинули місто, не вступаючи в бій. Афмадоу має важливе стратегічне значення, оскільки розташований на перетині доріг, що ведуть у всі області Сомалі. Крім того, захоплення міста відкриває дорогу до Кісмайо, найважливішої бази ісламістів в Сомалі. Афмадоу був ключовою метою військ Кенії з моменту їх вторгнення в Сомалі в жовтні 2011 року.
6 червня вертольоти Кенії обстріляли Кісмайо з повітря, в той же час флот Кенії вів вогонь по позиціях ісламістів з моря. За даними кенійських військових, в ході обстрілу було вбито 11 бойовиків. Місцеві джерела повідомляли про втрати серед мирного населення, а також про те, що Аш-Шабааб забарикадував місто, забороняючи будь-кому залишати його і готується до запеклої оборони.
10 червня ефіопські сили покинули місто Ель Бур, яке було знову зайнятий бойовиками Аш-Шабааб. Причина виведення ефіопської армії з міста, що знаходиться всього за 150 кілометрів від кордонів Ефіопії, не зовсім зрозуміла.
На початку вересня 2012 сомалійські війська за підтримки армії Кенії захопили порт Марка і місто Міїдо
29 вересня в ході запеклого бою було захоплено місто Кісмайо, головна цитадель Аш-Шабаба на півдні Сомалі. В ході операції кенійські війська десантувалися в місто з кораблів